# Palazzi Donà a Santa Maria Formosa

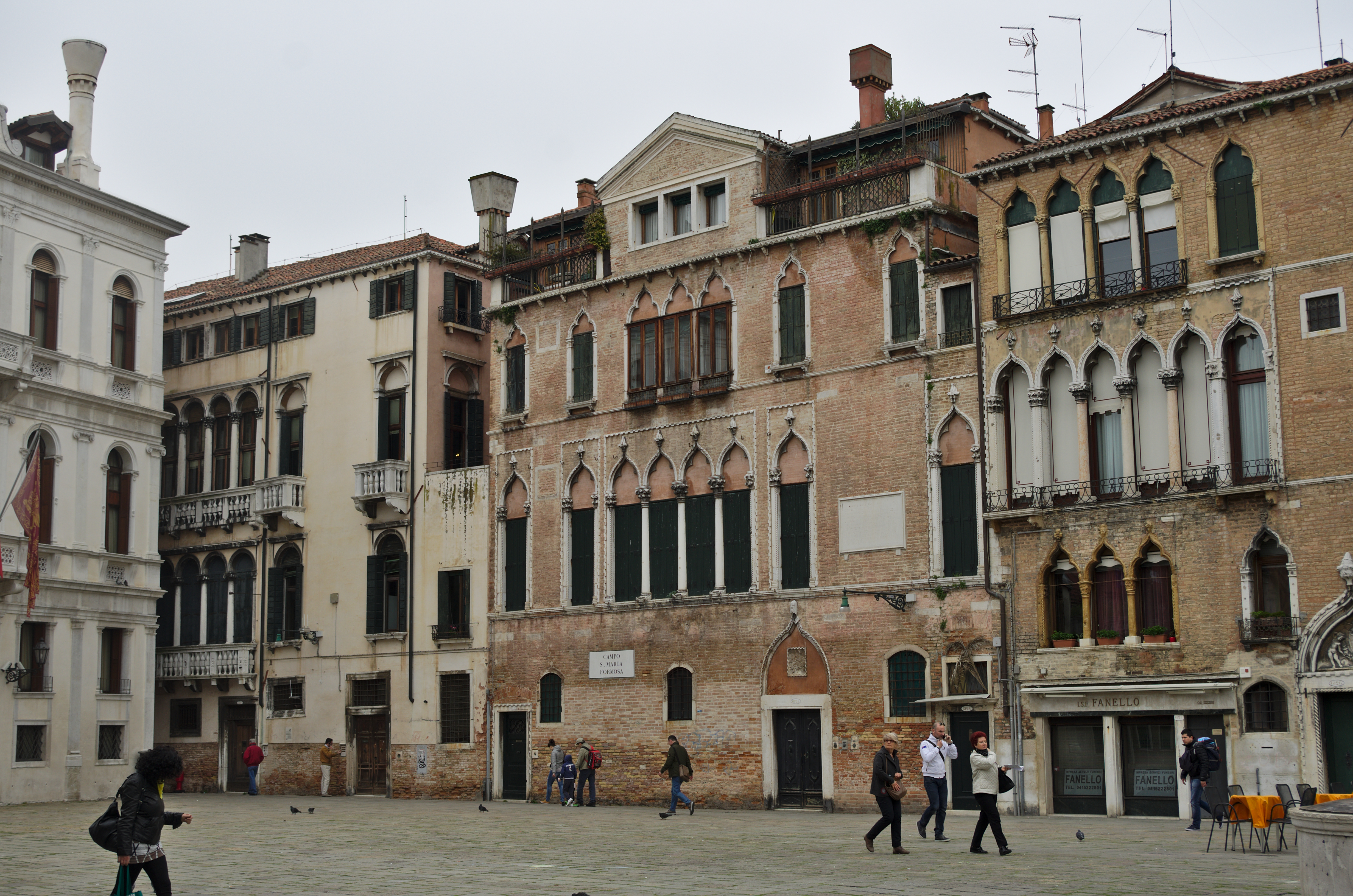
Die drei Palazzi Donà a Santa Maria Formosa

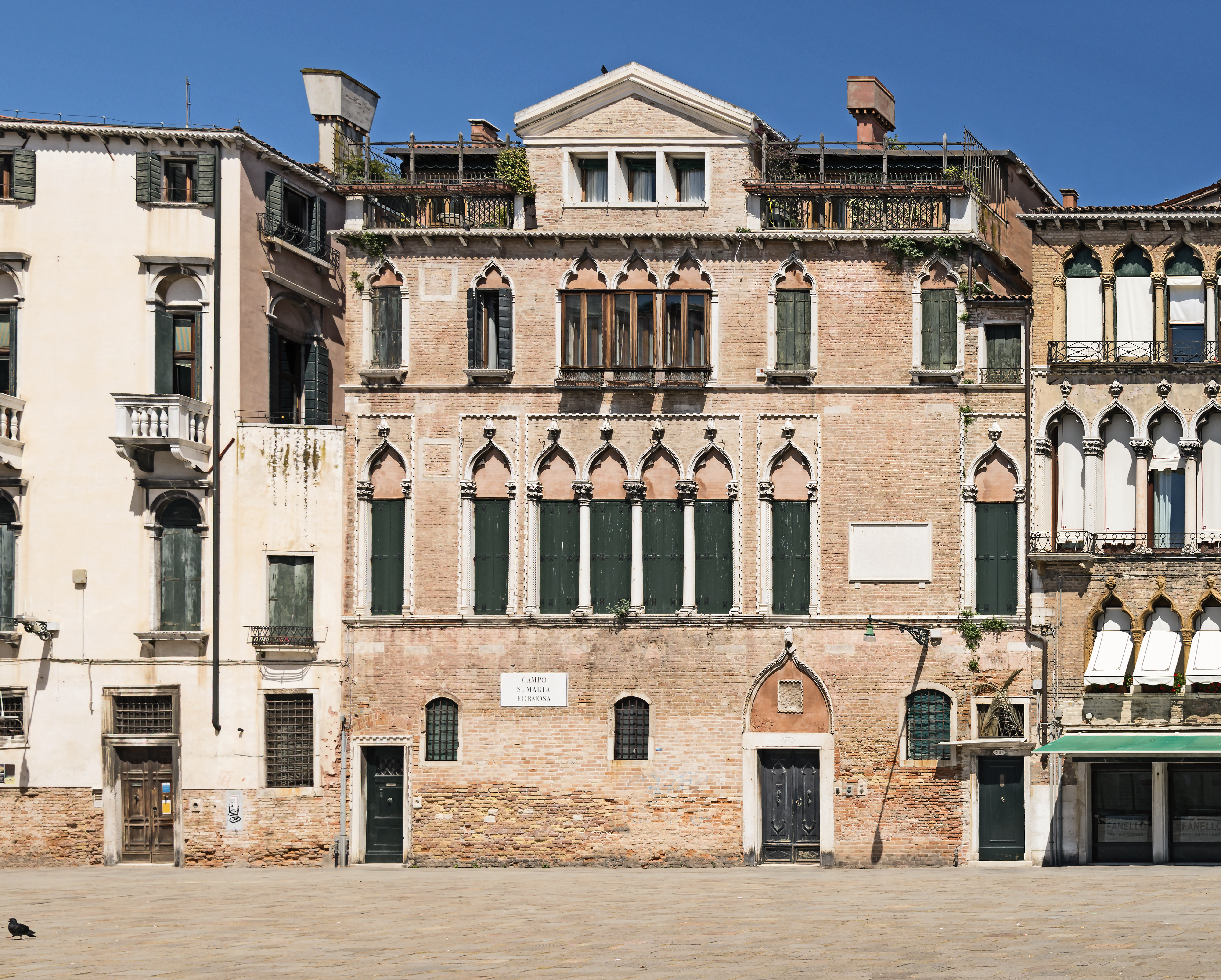
Mittlerer Palast

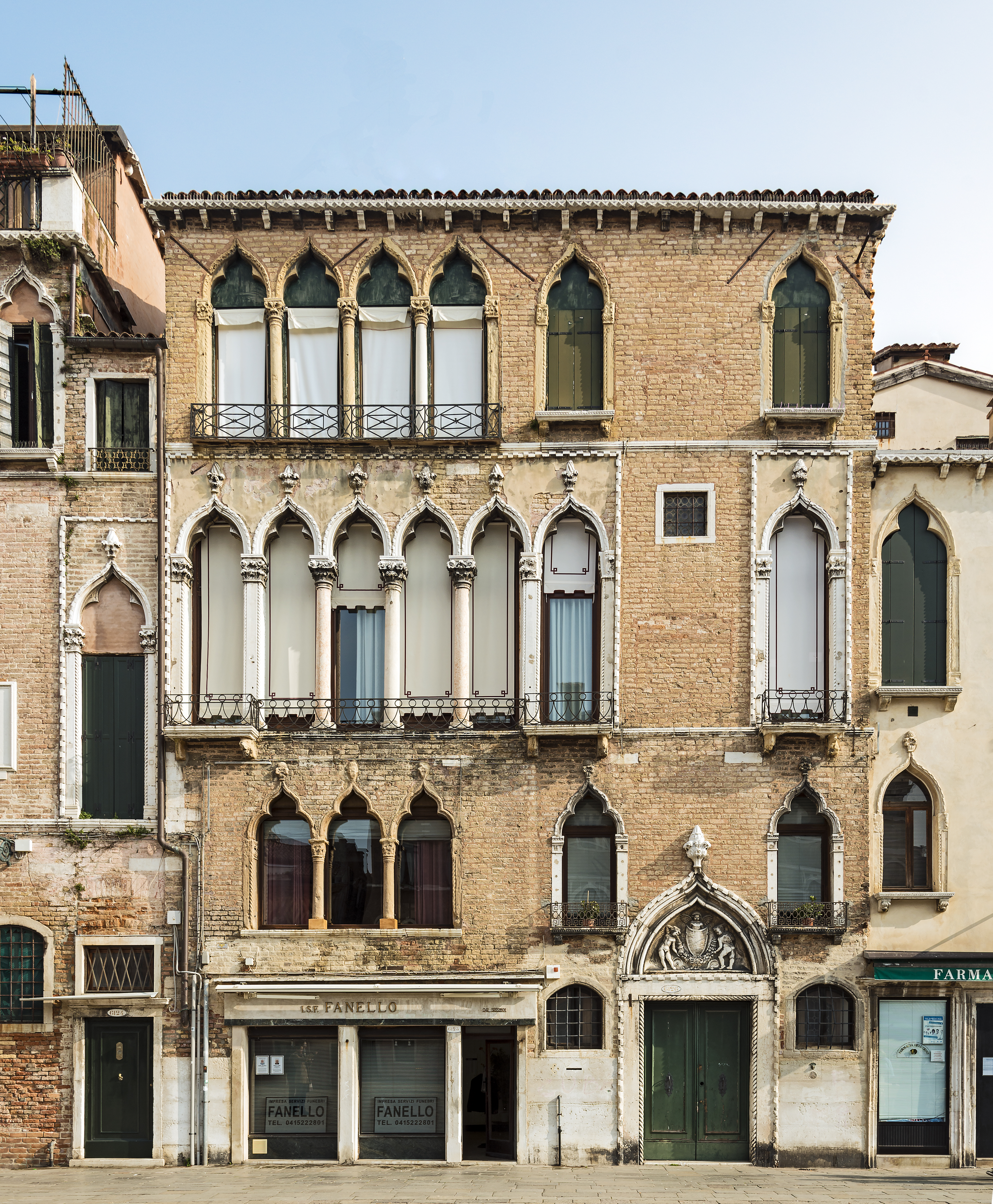
Rechter Palast

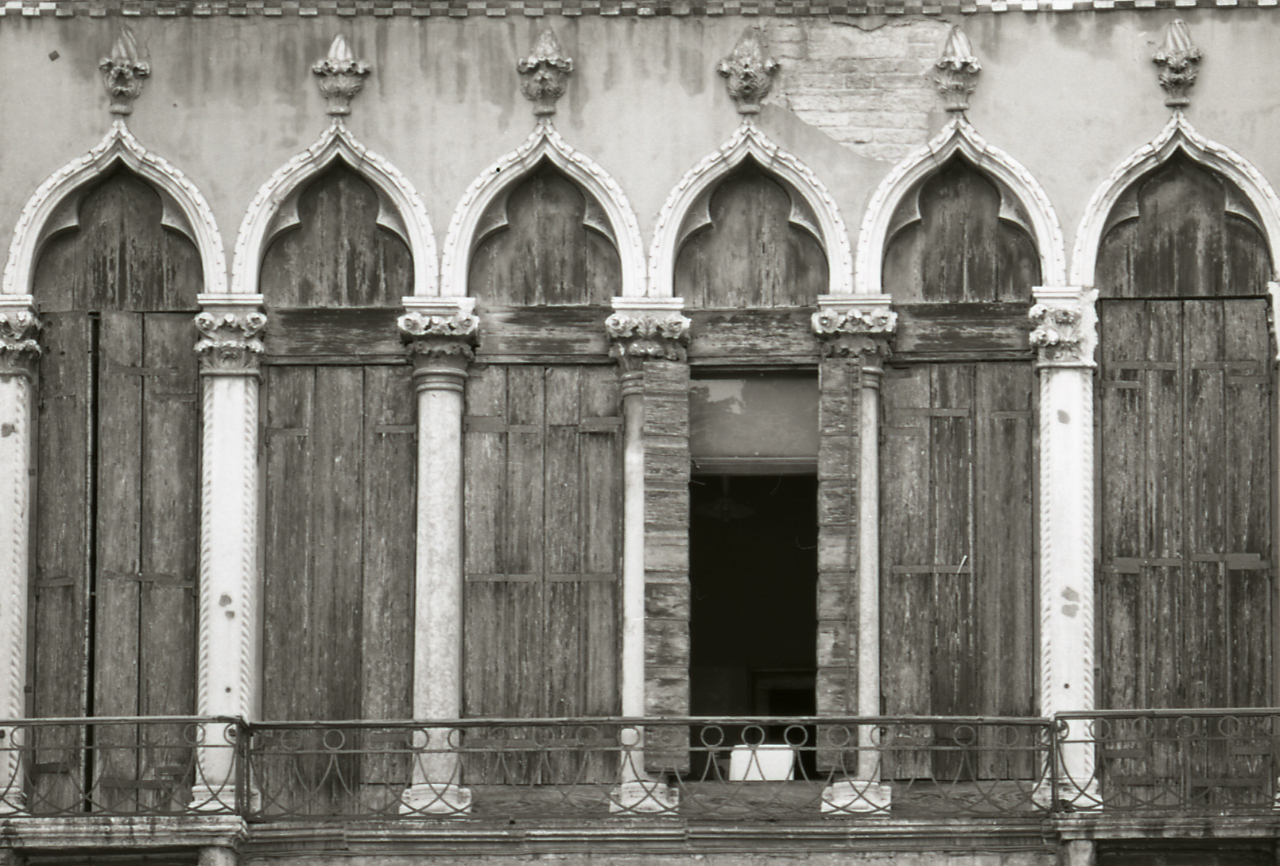
Sechsfachfenster am rechten Palast in einer Aufnahme von Paolo Monti (1969)

Die Palazzi Donà a Santa Maria Formosa, auch einfach Palazzi Donà genannt, sind ein Komplex von Palästen in Venedig in der italienischen Region Venetien. Sie liegen im Sestiere Castello auf der Nordostseite des Campo Santa Maria Formosa, zwischen dem Rio Borgoloco und der Calle Larga Santa Maria Formosa. Rechts schließt das Ca’ Venier an den Komplex an.

## Geschichte
Die Paläste sind drei unterschiedliche Wohnhäuser adliger Familien. Die Familie Donà ließ sie zwischen dem 15. und dem 16. Jahrhundert errichten. Heute sind die Gebäude in gutem Erhaltungszustand und es sind dort öffentliche Ämter, ebenso wie private Wohnungen, untergebracht.

## Beschreibung
Die drei Paläste zeigen stilistisch unterschiedliche Fassaden, Beispiele für unterschiedliche Architekturstile, vornehmlich der venezianischen Gotik, von der älteren Form (15. Jahrhundert) bis zur moderneren Form (16. Jahrhundert). Die Fassaden zum Campo Santa Maria Formosa sind asymmetrisch.

### Linker Palast
Er hat zwei Fassaden, eine zur Straße und eine zum Kanal. Beide sind stilistisch ähnlich und stechen durch eine starke Tendenz zur Monumentalität hervor. Das Gebäude zeigt sowohl Renaissance- als auch spätgotische Elemente. Es wurde auf Basis eines vorhergehenden, gotischen Gebäudes errichtet. Die Fassade zur Straße ist durch zwei übereinander liegende Vierfachfenster geziert, beide mit mächtigen, vorspringenden Balkonen ausgestattet. Die Kapitelle im ersten Obergeschoss sind im ionischen Stil gehalten, die im zweiten Obergeschoss im korinthischen. Zu beiden Seiten sind Paare von Einzelfenstern angeordnet. Die Fassade zum Kanal hat dagegen ein wichtiges Portal zum Wasser, ein Dreifachfenster und ein venezianisches Fenster aus der Renaissance.

### Mittlerer Palast
Der mittlere Palast ist der größte des Komplexes und wurde im spätgotischen Stil erstellt. Er hat vier Stockwerke: Im Erdgeschoss finden sich drei Eingänge; der bemerkenswerteste davon ist der mittlere mit Kielbogen und einem Rahmen mit gemeißeltem Schild. Im Geschoss darüber gibt es ein Vierfachfenster mit Spitzbögen mit gotischer Blume, gezahnten Rahmen und flankiert von zwei Paaren von Einzelfenstern. Im zweiten Obergeschoss wiederholen sich die gleichen Formen, aber in einfacherer Ausführung; über dem Vierfachfenster des ersten Obergeschosses liegt ein Dreifachfenster mit Dreipässen. Das oberste Geschoss hat eine Dachgaube mit Tympanon, die, im Gegensatz zur sonst gotischen Fassade, mit quadratischen Einzelfenstern ausgestattet ist. Zu beiden Seiten der Gaube liegen Terrassen.

### Rechter Palast
Dieser Palast ist der kleinste des Komplexes, ist aber älter als die beiden anderen und von höherem architektonischen Wert. Er zeigt gotische Stilelemente und zeichnet sich besonders durch das großartige Portal mit Kielbogen mit einer schönen Gruppe von Engelsfiguren in der Lünette aus. Es wird sicher auf das Jahr 1460 datiert und zeigt den Übergang von den gotischen Formen zu denen der Renaissance. Das Mezzaningeschoss von außerordentlicher Höhe enthält eine sehr seltene Kostbarkeit: Ein kleines Dreifachfenster mit Dreipässen in Sandstein. Im Hauptgeschoss öffnet sich ein Sechsfachfenster mit einem Einzelfenster rechts davon, im zweiten Obergeschoss ein weniger schmuckvolles Vierfachfenster mit zwei Einzelfenstern auf der rechten Seite. Im Palast finden sich ein kleiner Innenhof mit Puteal und eine gotische Treppe.